# Regimento de Segurança Presidencial

Distintivo do Regimento de Segurança Presidencial.

O Regimento de Segurança Presidencial (em francês:  Régiment de sécurité présidentielle, RSP) foi uma unidade militar de elite das Forças Armadas de Burkina Faso responsável pela segurança e proteção do presidente de Burkina Faso, das instituições republicanas e qualquer outra pessoa designada pelo presidente burquinense de 1995 a 2015.
Até 31 de outubro de 2014 o presidente era Blaise Compaoré, um oficial militar que chegou ao poder em um golpe de Estado de 1987. A unidade de elite era bem conhecida por seu envolvimento frequente na política do Burkina Faso, atuando como o punho de ferro do presidente Compaoré. Dizia-se que eram amplamente temidos por muitas pessoas no país, que em 2012 – dois anos antes do fim do governo de Compaoré – foi descrito pelo Índice de Democracia  como um “regime autoritário”.
Após a revolta burquinense de 2014, em 1 de novembro de 2014, o tenente-coronel Yacouba Isaac Zida – vice-comandante do Regimento de Segurança Presidencial – assumiu brevemente como presidente interino após a deposição de Compaoré. No final do mês, Zida foi nomeado primeiro-ministro. Em 16 de setembro de 2015, após a recomendação de sua dissolução, a unidade realizou um golpe de Estado que tomou Michel Kafando e seu governo como reféns. O exército interveio e Kafando foi reintegrado em 23 de setembro. O Regimento de Segurança Presidencial foi dissolvido, conforme recomendado anteriormente, em 25 de setembro de 2015.